# Schweizer Skimeisterschaften 1942
Die Schweizer Skimeisterschaften 1942 fanden vom 20. bis zum 22. Februar 1942 in Grindelwald und am 1. Februar 1942 in Fischenthal statt. Ausgetragen wurden im Skilanglauf die Distanzen 18 km und 50 km. Beim 18-km-Lauf wurde Heinz von Allmen und beim 50-km-Lauf Victor Borghi Erster. Das Skispringen gewann Hans Almer. Im Ski Alpin wurden die Disziplinen Abfahrt und Slalom ausgetragen. Dabei gewann Heinz von Allmen die Abfahrt und Karl Molitor das Slalomrennen. Bei den Frauen siegte Hedy Schlunegger in der Abfahrt und Verena Fuchs im Slalom sowie in der Kombinationswertung. Schweizer Skimeister wurde Otto von Allmen, der die Vierer Kombinationswertung gewann.

## Vierer Kombination Männer
Die Kombination wurde über eine Punktewertung aus den Ergebnissen von Abfahrt, Skisprung, 18-km-Lauf und Slalom berechnet.
| Platz | Name               | Verein      | Punkte |
| ----- | ------------------ | ----------- | ------ |
| 01    | Otto von Allmen    | Wengen      | 49,82  |
| 02    | Heinz von Allmen   | Wengen      | 65,10  |
| 03    | Martin Zimmermann  | SC Davos    | 72,98  |
| 04    | Hans Zurbriggen    | Saas-Fee    | 89,10  |
| 05    | Niklaus Stump      | Unterwasser | 93,64  |
| 06    | Willy Klopfenstein | Adelboden   | 101,56 |

## Skilanglauf

### 18 km
| Platz | Name               | Verein         | Zeit (std) |
| ----- | ------------------ | -------------- | ---------- |
| 01    | Heinz von Allmen   | Wengen         | 1:24:29    |
| 02    | Otto von Allmen    | Wengen         | 1:25:11    |
| 03    | Eric Soguel        | Chaux-de-Fonds | 1:25:44    |
| 04    | Edi Schild         | SC Kandersteg  | 1:25:48    |
| 05    | Robert Zurbriggen  | Saas-Fee       | 1:25:54    |
| 06    | Adolf Freiburghaus | Chaux-de-Fonds | 1:26:41    |

Datum: Samstag, 21. Februar 1942
 Der Vorjahressieger Heinz von Allmen aus Wengen holte mit einer Zeit von 1:24:29 Stunden und mit 42 Sekunden Vorsprung auf seinen Bruder Otto von Allmen und Eric Soguel erneut den Schweizer Meistertitel.

### 50 km
| Platz | Name               | Verein         | Zeit (std) |
| ----- | ------------------ | -------------- | ---------- |
| 01    | Victor Borghi      | Les Diablerets | 3:28:46    |
| 02    | Adolf Freiburghaus | Chaux-de-Fonds | 3:33:40    |
| 03    | Hans Schoch        | Urnäsch        | 3:34:35    |
| 04    | Max Müller         | Siders         | 3:36:40    |
| 05    | Eric Soguel        | Chaux-de-Fonds | 3:37:47    |
| 06    | Ernst Krebs        | St-Imier       | 3:39:02    |

Datum: Sonntag, 1. Februar 1942

 Den mit 103 Läufern gestarteten 50-km-Lauf gewann Victor Borghi aus Les Diablerets in einer Zeit von 3:28:46 Stunden und mit vier Minuten und 54 Sekunden Vorsprung auf Adolf Freiburghaus und den Vorjahressieger Hans Schoch.

## Skispringen

### Normalschanze
| Platz | Name               | Verein        | Punkte |
| ----- | ------------------ | ------------- | ------ |
| 01    | Hans Almer         | Grindelwald   | 224,7  |
| 02    | Otto von Allmen    | Wengen        | 217,5  |
| 03    | Niklaus Stump      | Unterwasser   | 216,4  |
| 04    | Ludwig Demarmels   | SC Davos      | 216,3  |
| 05    | Rudolf Felber      | SC Kandersteg | 211,2  |
| 06    | Willy Klopfenstein | Adelboden     | 210,6  |

Datum: Sonntag, 22. Februar 1942

Hans Almer aus Grindelwald gewann mit Weiten von 64 und 63,5 Metern auf der Mettenbergschanze vor Otto von Allmen und Niklaus Stump. Der Vorjahressieger Richard Bühler wurde Siebter.

## Ski Alpin

### Männer

#### Abfahrt
| Platz | Name             | Verein      | Zeit (min) |
| ----- | ---------------- | ----------- | ---------- |
| 01    | Heinz von Allmen | Wengen      | 4:21,6     |
| 02    | Rudolf Rominger  | St. Moritz  | 4:32,0     |
| 03    | Fritz Kaufmann   | Grindelwald | 4:32,4     |
| 04    | Gerold Berchtold | Engelberg   | 4:32,8     |
| 05    | Georges Piguet   | Lausanne    | 4:36,2     |
| 06    | Fritz Telli      | SC Davos    | 4:36,6     |

Datum: Freitag, 20. Februar 1942

#### Slalom
| Platz | Name              | Verein     | Zeit (min) |
| ----- | ----------------- | ---------- | ---------- |
| 01    | Karl Molitor      | Wengen     | 2:00,0     |
| 02    | Heinz von Allmen  | Wengen     | 2:00,1     |
| 03    | Marcel von Allmen | Scheidegg  | 2:01,8     |
| 04    | Fritz Telli       | SC Davos   | 2:07,3     |
| 05    | Edy Reinalter     | St. Moritz | 2:07,4     |
| 06    | Rudolf Rominger   | St. Moritz | 2:08,9     |

Datum: Sonntag, 22. Februar 1942

### Frauen

#### Abfahrt
| Platz | Name             | Verein      | Zeit (min) |
| ----- | ---------------- | ----------- | ---------- |
| 01    | Hedy Schlunegger | Wengen      | 4:13,2     |
| 02    | Erna Steuri      | Grindelwald | 4:19,2     |
| 03    | Verena Fuchs     | SC Davos    | 4:23,2     |
| 04    | Verena Keller    | Zürich      | 4:27,6     |
| 05    | Erika Gasche     | Gstaad      | 4:33,2     |
| 06    | Liselotte Keller | Zürich      | 4:34,6     |

Datum: Freitag, 20. Februar 1942

#### Slalom
| Platz | Name             | Verein      | Zeit (min) |
| ----- | ---------------- | ----------- | ---------- |
| 01    | Verena Fuchs     | SC Davos    | 2:19,6     |
| 02    | Erna Steuri      | Grindelwald | 2:23,4     |
| 03    | Elisa Darnutzer  | SC Davos    | 2:27,4     |
| 04    | Ursula Friedrich | Basel       | 2:33,8     |
| 05    | Liselotte Keller | Zürich      | 2:40,8     |

Datum: Samstag, 21. Februar 1942

#### Kombination
Die Kombination wurde über eine Punktewertung aus den Ergebnissen von Abfahrt und Slalom berechnet.
| Platz | Name             | Verein      | Punkte |
| ----- | ---------------- | ----------- | ------ |
| 01    | Verena Fuchs     | SC Davos    | 3,76   |
| 02    | Erna Steuri      | Grindelwald | 3,89   |
| 03    | Liselotte Keller | Zürich      | 17,21  |
| 04    | Elisa Darnutzer  | SC Davos    | 17,35  |
| 05    | Verena Keller    | Zürich      | 19,99  |
| 06    | Erika Gasche     | Gstaad      | 22,38  |

Datum: Freitag, 20. Februar 1942 und Sonntag, 22. Februar 1942